# Brummer (Schiff, 1934)
Die Brummer war ein norwegischer Minenleger, der nach der Besetzung Norwegens von der deutschen Kriegsmarine beschlagnahmt und weiterverwendet wurde.

## Norwegischer MinenlegerOlav Tryggvason

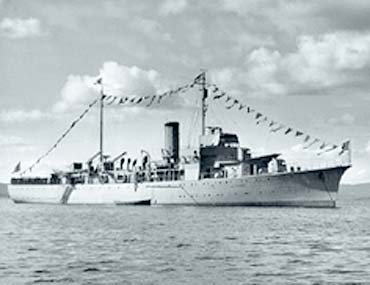
Die Olav Tryggvason als Schulschiff

Das Schiff wurde am 21. Dezember 1932 bei der Marine Hovedverft (Karljohansvern) in Horten, Norwegen, vom Stapel gelassen und am 21. Juni 1934 in der norwegischen Marine in Dienst gestellt. Es war benannt nach dem mittelalterlichen norwegischen König Olav Tryggvason. Das Schiff war 97,3 m lang und 11,5 m breit, hatte 4,0 m Tiefgang und verdrängte 1.860 Tonnen. Die Höchstgeschwindigkeit betrug 22 Knoten, die Reichweite 3.000 Seemeilen bei 14 Knoten.
Die Bewaffnung bestand aus vier 12-cm-L/44-Geschützen von Bofors, einer 7,6-cm-Flak, zwei 4,7-cm-MK und zwei 12,7-mm-Colt-Maschinengewehren. Das Schiff konnte bis zu 280 Minen mitführen und während der Fahrt verlegen. In Friedenszeiten war die Verwendung als Schulschiff vorgesehen, dafür war eine Zwillingsrohrgruppe für 45,7-cm-Torpedos eingebaut.

## Kriegsmarine

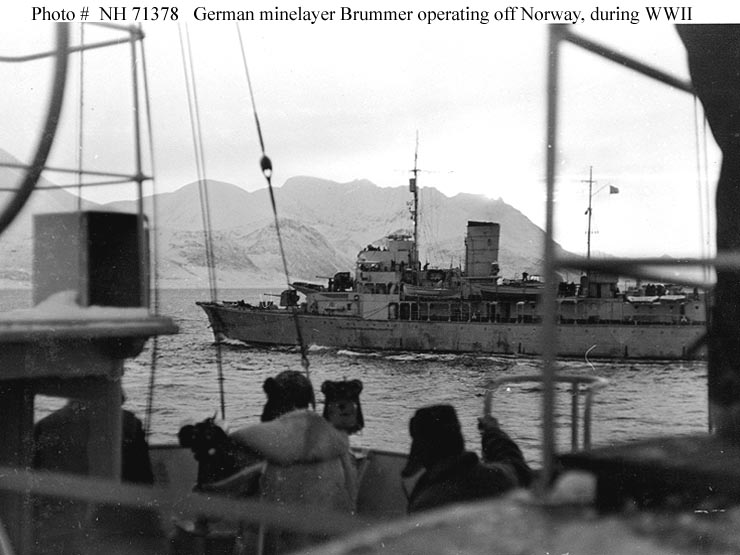
Minenleger Brummer in Norwegen

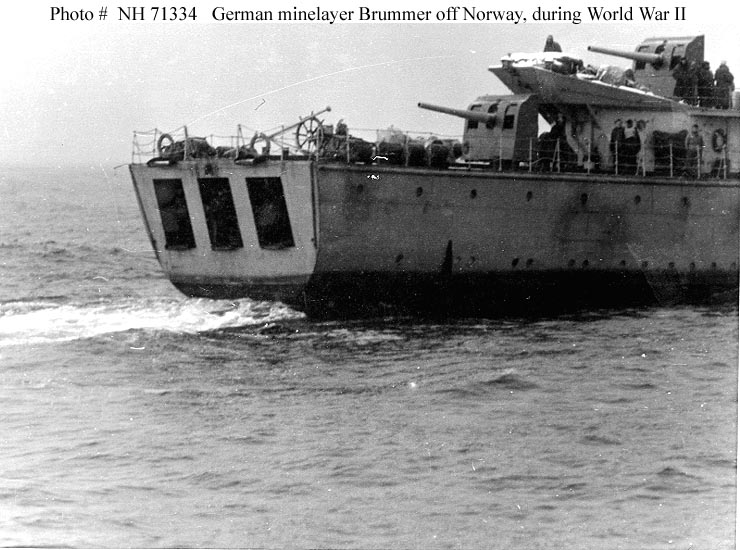
Achterschiff des Minenlegers Brummer

Bei der deutschen Invasion Norwegens (Unternehmen Weserübung) im Zweiten Weltkrieg versenkte das Schiff, gemeinsam mit dem Minensuchboot Rauma, am frühen Morgen des 9. April 1940 in Horten am Oslofjord das deutsche Minenräumboot R 17, fiel dann aber am folgenden Tag bei der Kapitulation von Horten in deutsche Hände. Zwei Tage später wurde es unter dem Namen Albatros in die Kriegsmarine übernommen, aber dann am 16. Mai 1940 in Brummer umbenannt, zu Ehren des am 9. April 1940 gesunkenen Artillerieschulschiffs Brummer.
Das Schiff war nunmehr mit vier 12,7-cm-Geschützen, zwei 3,7-cm-Geschützen und vier 2-cm-Fla-Geschützen ausgerüstet, ab Sommer 1943 mit drei 10,5-cm-Flak, zwei 3,7-cm-Flak und zehn 2-cm-Flak. Zunächst wurde es vor der belgischen und niederländischen Küste zum Legen von Minensperren eingesetzt, von 1941 an in der Ostsee.
Die zusammen mit den ehemaligen Seebäderschiffen Roland und Cobra am 7./8. August 1940 in der südwestlichen Nordsee verlegte offensive Minensperre „SW 1“ wurde am 31. August der britischen 20.(Minenleger-)Zerstörer-Flottille zum Verhängnis, als die Express, Esk und Ivanhoe in der bis dahin nicht erkannten Sperre auf Minen liefen. Die Esk sank sofort, die Ivanhoe wurde schwer beschädigt und als nicht abschleppbar von der eigenen Sicherung versenkt und die Express verlor ihr Vorschiff, konnte aber eingeschleppt werden und fiel über zwölf Monate aus.
Während des gesamten Krieges übernahm es immer wieder auch Geleitschutzaufgaben. Von 1942 bis 1944 versah es Dienst in der Nordsee und vor Norwegen. 1944 kehrte es zu Minenlegeoperationen in die Ostsee zurück, wo es im Frühjahr 1945 bei der Evakuation deutscher Flüchtlinge aus den Ostprovinzen (Unternehmen Hannibal) eingesetzt wurde.

## Ende
Während eines Fliegerangriffs auf Kiel am 3. April 1945 wurde die Brummer, im Bauhafen der Deutschen Werke liegend, schwer beschädigt. Das Wrack wurde nach dem Krieg zwischen 1945 und 1948 verschrottet.